# ГЕС Ухл III
ГЕС Ухл III — гідроелектростанція на півночі Індії у штаті Гімачал-Прадеш. Знаходячись після ГЕС Бассі, становить нижній ступінь дериваційного каскаду, який живиться ресурсом із річки Ухл, правої притоки річки Біас (впадає праворуч до Сатледжу, найбільшого лівого допливу Інду).
Відпрацьована на станції Бассі вода, а також додатковий ресурс, захоплений із ще однієї правої притоки Біасу річки Neri Khad, транспортується прокладеним по правобережжю останньої водоводом довжиною біля 1 км. Він завершується у балансувальному резервуарі Багла, створеному на мису при впадінні в Neri Khad її правої притоки Rana Khad. Сюди ж подається додатковий ресурс із водозабору на Rana Khad, від якого прокладено водовід довжиною біля 2 км.
З резервуару Багла виходить акведук довжиною 0,4 км, що перетинає Rana Khad та переходить у головний дериваційний тунель довжиною 8,5 км з діаметром 4,2 метра. Далі ресурс потрапляє до напірного водоводу довжиною 1,9 км з діаметром 3,4 метра, який спускається до розташованого на правому березі Біасу машинного залу (при цьому відстань між резервуаром Багла та залом по руслам Neri Khad та Біас становить біля 35 км). В системі також працює вирівнювальний резервуар висотою 57 метрів з діаметром 13 метрів.
Основне обладнання станції становлять три турбіни типу Френсіс потужністю по 33,3 МВт, які використовують напір у 264 метра.
Видача продукції відбувається по ЛЕП, розрахованій на роботу під напругою 132 кВ.